# Kirche des Friederikenstiftes

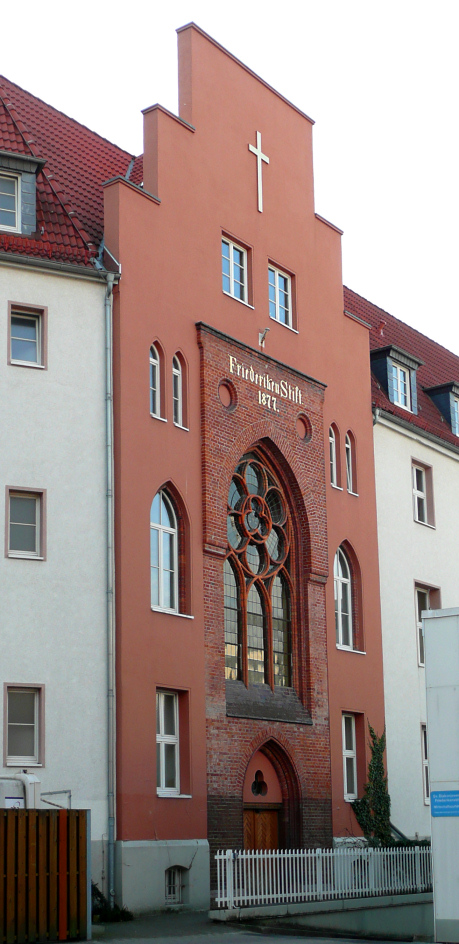
Kirche des Friederikenstifts

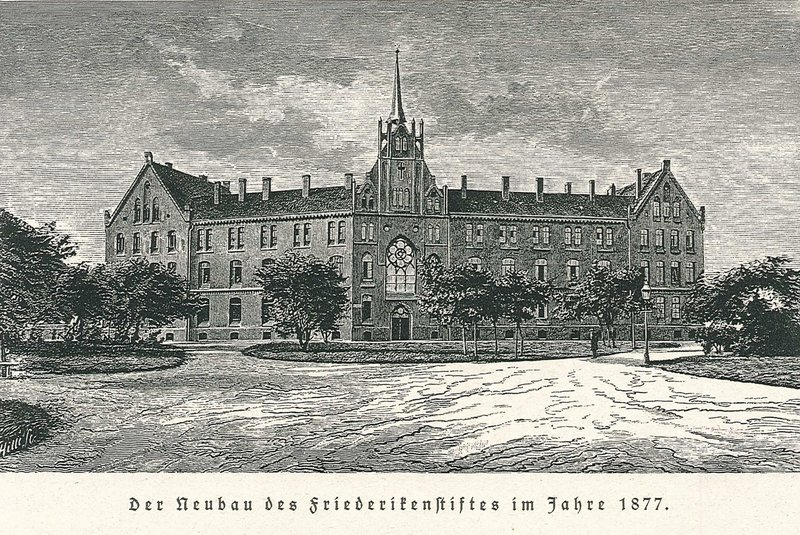
Das alte Friederikenstift mit der Kirche im Zentrum, 1877;
Kupferstich mit der Künstlersignatur v. Hille sc

Die Kirche des Friederikenstiftes ist eine evangelisch-lutherische Kirche im hannoverschen Stadtteil Calenberger Neustadt. Sie befindet sich im alten Nordflügel des Krankenhauses Friederikenstift in der Humboldtstraße 5.
1877 wurde die Stiftkirche nach Plänen Heinrich Wegeners im ersten Stock des Gebäudes zentral gebaut, doch das Stift wurde im Zweiten Weltkrieg stark beschädigt, sodass die Kirche beim anschließenden Wiederaufbau des Krankenhauses mit Anbauten im Süden immer weiter nach außen verlagert wurde. Sie ist dreischiffig und im neugotischen Stil gebaut.
1949 wurde von Emil Hammer Orgelbau eine Orgel eingebaut.
Es existiert ein Altaraufsatz, der von der Kirchengemeinde Eimke dauerverliehen ist. Er zeigt die Heiligen Maria Magdalena, Nikolaus, Sebastian, Antonius und Barbara als gotische Skulpturen. Die Kirche wurde zuletzt 1996 renoviert. 2021 wurde sie im Inneren durch Brandstiftung verwüstet und muss incl. Orgel komplett renoviert werden.